# Garcinia smeathmanii
Garcinia smeathmanii là một loài thực vật có hoa trong họ Bứa. Loài này được (Planch. & Triana) Oliv. mô tả khoa học đầu tiên năm 1868.